# Procuradoria-Geral da República (Timor-Leste)

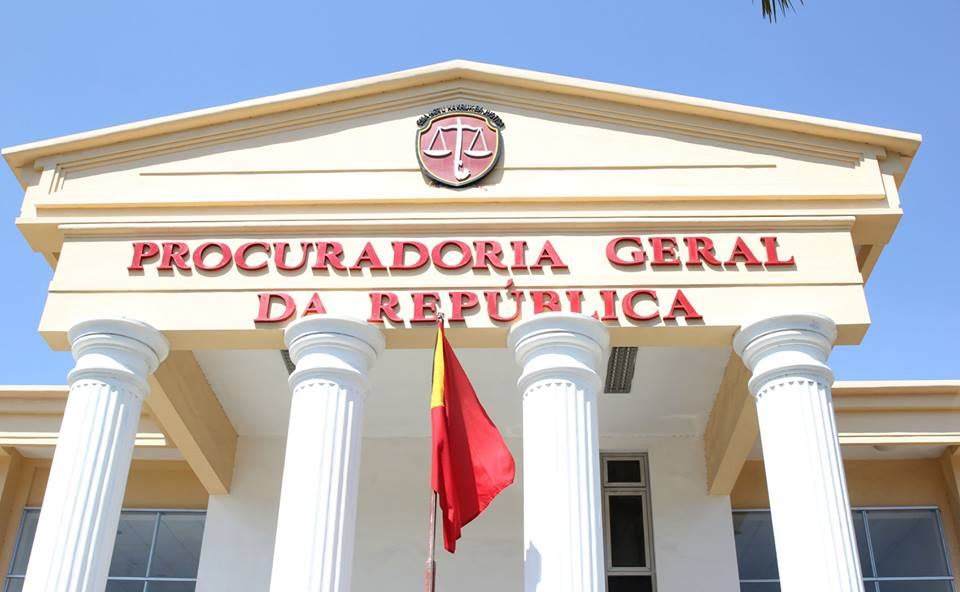
Pórtico do Palácio da Procuradoria Geral da República.

Retrato oficial do Dr. José da Costa Ximenes, atual Procurador-Geral da República.

A Procuradoria-Geral da República de Timor-Leste é o órgão superior do Ministério Público de Timor-Leste formado pelo Procurador-Geral da República, os Adjuntos do Procurador-Geral da República, o Conselho Superior do Ministério Público e os Serviços de Apoio Técnico e Administrativo e é dirigida pelo Procurador-Geral da República de Timor-Leste, actualmente tem como titular José da Costa Ximenes.

## História
O órgão foi criado em 2002 pela Constituição de Timor-Leste particularmente pelo artigo 133 onde expressa que: "A Procuradoria-Geral da República é o órgão superior do Ministério Público, com a composição e a competência definidas na lei.

## Competências
De acordo com o que manda a Constituição de Timor-Leste a Procuradoria-Geral da República tem as seguintes competências legais:
- Promover a defesa da legalidade democrática;

- Nomear, colocar, transferir, promover, exonerar, apreciar o mérito profissional, exercer a acção disciplinar e praticar, em geral, todos os actos de idêntica natureza respeitantes aos magistrados do Ministério Público, com excepção do Procurador-Geral da República;

- Coordenar, dirigir e fiscalizar a actividade do Ministério Público e emitir as diretivas, ordens e instruções a que deva obedecer a actuação dos magistrados do Ministério Público no exercício das respectivas funções;

- Pronunciar-se sobre a legalidade dos contratos em que o Estado seja interessado, quando o seu parecer for exigido por lei ou solicitado pelo Governo;

- Propor ao Governo, através do Ministro da Justiça, providências legislativas com vista à eficiência do Ministério Público e ao aperfeiçoamento das instituições judiciárias;

- Informar o Parlamento Nacional e, por intermédio do Ministro da Justiça, o Governo, acerca de quaisquer obscuridades, deficiências ou contradições dos textos legais;

- Fiscalizar superiormente a actividade processual dos órgãos de polícia criminal;

- Exercer as demais funções conferidas por lei.[1]

| Name                                    | Imagem | Mandato                    | Observações                                             |
| --------------------------------------- | ------ | -------------------------- | ------------------------------------------------------- |
| Longuinhos Monteiro                     |        | 2002–2009                  |                                                         |
| Ana Maria Pessoa Pereira da Silva Pinto |        | 2009 – 27 de março de 2013 |                                                         |
| José da Costa Ximenes                   |        | Desde 15 de april de 2013  | Actualmete renomeado pelo presidente Francisco Guterres |